# Drugsdealer
Een drugsdealer is iemand die illegaal drugs verkoopt (van het Engelse to deal = "handelen"). In het criminele circuit wordt met deze activiteit veel geld verdiend.
Het dealen op straat of vanuit een woonhuis gaat in veel gevallen gepaard met veel overlast voor omwonenden. Vaak zet men voor het werk op de straat mensen in die zelf ook verslaafd zijn. Een ander type drugsdealer houdt zich op in uitgaansgelegenheden, zoals discotheken en bars, alwaar hij ongezien de drugs verkoopt, veelal aan 'vaste klanten'. In de media worden soms ook de grote bazen achter de schermen, die niet daadwerkelijk zelf aan de eindgebruikers verkopen, aangeduid met de term drugsdealer; zij worden vaak ook drugsbaronnen genoemd.
Het bereiden, bewerken, verwerken, verkopen, afleveren, verstrekken of vervoeren van drugs (in de zin van "roesopwekkende genotmiddelen") is in Nederland verboden volgens de Opiumwet. Op overtreding staat een gevangenisstraf van ten hoogste acht jaar. Voor het smokkelen van drugs gelden zwaardere straffen.
In het buitenland worden delicten die verband houden met drugs soms bestraft met levenslange gevangenisstraf of zelfs met de doodstraf.
De aanpak van drugsgebruik en drugs-gerelateerde criminaliteit verschilt eveneens per land. Zo voerde de Amerikaanse overheid een "War on Drugs" in de eind jaren 80 tegen dit maatschappelijke probleem. Het programma zorgde voor zware gevangenisstraffen tegen mensen die werden opgepakt en veroordeeld. De effectiviteit van zo'n aanpak is echter nooit bewezen, en vele experts zijn juist van mening dat zulke strenge maatregelen het probleem alleen maar verergeren.